# آنا ستيوارت
آنا ستيوارت (بالإنجليزية: Anna Stewart)‏ (من مواليد 1947- تُوفيت عام 1983) وهي ناشطة أسترالية.

## حياتها
ولدت ستيوارت مع شقيقها بول في مدينة أديلايد، جنوب أستراليا. أتمت آنا ستيوارت دراستها في مدرسة سانت مارغريت النحوية في بيرويك، فيكتوريا ، أستراليا. وبعد تركها للمدرسة، عملت كصحفية في Nation Review وThe Sun في فيكتوريا، أستراليا حيث التقت بزوجها، جيريمي سولت. في عام 1966 ، غادرت آنا إلى بيروت، لبنان حيث كانت تعيش مع جيرمي في قرية سوق الغرب. وفي وقت لاحق من ذلك العام انتقلوا إلى لندن ، المملكة المتحدة، حيث عمل كلاهما كصحفيين حتى عودتهم إلى أستراليا بعد عامين.

## عملها
في أوائل السبعينيات، انتقلت آنا ستيوارت من الصحافة إلى البحث والدعوة لحركة النقابة. قادت آنا بنجاح أول حملة للاتحاد الأسترالي للعمال ذوي الياقات الزرقاء من أجل أحكام منح إجازة الأمومة، بصفتها المحامية الصناعية لجمعية تجارة المفروشات الموحدة في أستراليا في الوقت الذي كانت فيه في مراحل الحمل المتأخرة مع طفلها الثالث.
في عام 1975 ، انتقلت آنا ستيوارت إلى الفرع الفيكتوري من اتحاد موظفي شركات السيارات بأستراليا حيث حاربت من أجل مرافق رعاية الأطفال في مصانع السيارات، وبحثت وقادت قضايا قيمة العمل، وشرعت في حملات ضد التحرش الجنسي، وحثت أرباب العمل على الاعتراف بالتحرش الجنسي باعتباره قضية صناعية، ومساعدتها في قضية اختبار إجازة الأمومة في المجلس الأسترالي لنقابات العمال، والتي تعتبر إنجازا في الفوز بحق المرأة العاملة في 52 أسبوعا من إجازة الأمومة غير المدفوعة والحق في العودة إلى نفس الوظيفة.
آنا ستيوارت كانت عضوًا مؤسسًا في اللجنة النسائية الأسترالية لنقابات العمال التي أنشئت في عام 1977 وعملت بلا كلل على برامج لإدراجها في ميثاق المرأة العاملة. وشددت على المطلب الرئيسي الذي وضعه ميثاق المرأة العامل في ACTU لزيادة مشاركة النساء في هياكل الحركة النقابية. بصفتها ضابطًا صناعيًا فدراليًا بارزًا في جمعية ضباط البلدية. واندمجت اليوم مع نقابات أخرى، فقد بادرت إلى إنشاء لجان نسائية في معظم فروع الدولة في الاتحاد، ووضعت سياسات قوية فيما يتعلق بالعاملات.
وإلى جانب التزاماتها النقابية، وقفت آنا ستيوارت أيضاً كمرشحة لحزب العمال الأسترالي في مقعد الجمعية التشريعية في فرانكستون، فيكتوريا ، في انتخابات الولاية الفيكتورية، عام 1979 حيث فازت بنسبة 42.8٪ من الأصوات. وفي عام 1980 كانت مندوبة دولية في الاجتماع السنوي للاتحاد الأمريكي للعمل والكونغرس للمنظمات الصناعية الذي نُظم في البيت الأبيض في واشنطن العاصمة تحت رعاية الرئيس جيمي كارتر. خلال هذه الرحلة، قامت أيضًا بزيارة خطوط UAW للوقوف.
بعد وفاتها في عام 1983 تم الاعتراف بإنجازاتها البارزة في النضال من أجل حقوق المرأة العاملة في إطلاق مشروع آنا ستيوارت التذكاري. وقد تم تنسيق البرنامج الافتتاحي من قبل رابطة ضباط البلدية، فيكتوريا، في نيسان / أبريل 1984 ، واعتُبر برنامج تدريب أسبوعي «على رأس العمل» للنقابيين من النساء. في عام 2014 ، احتفل المشروع بالذكرى السنوية الثلاثين.
في عام 2001 ، تم إدخال آنا ستيوارت بعد وفاتها إلى لائحة الشرف للمرأة الفيكتورية.